# 英国教育
在英國，教育是一項權力下放事項；四個構成國的教育系統是彼此獨立，由各自政府自行管理。依據構成國之間的不同，英國教育可以劃分為：
- 英格兰教育，由英國教育部管理
- 威爾斯教育（英语：Education in Wales），由威爾斯政府管理[6]
- 蘇格蘭教育（英语：Education in Scotland），由蘇格蘭政府管理[7]
- 北愛爾蘭教育（英语：Education in Northern Ireland），由北愛爾蘭行政院管理

## 教育制度
儘管權力下放制度令各構成國教育政策有異，但四個教育系統還是有許多相似之處的。它們都是五級教育：早期、小學、中學、高中、繼續教育和高等教育。 除北愛爾蘭是4歲之外，所有地區的兒童在5歲至16歲之間都要接受義務教育， 在此之前可以在幼兒園讀書。 繼續教育和高等教育皆不屬於義務教育；如果想要接受高等教育則需要參加英國高考（或得到同等證書），全日制學生一般在大學或學院中接受這些教育。
“國民教育課程”（National Curriculum）自1988年開展，為英格蘭和威爾士5至18歲學生的教育構建總框架。蘇格蘭和北愛爾蘭也有類似的項目。
作為傳統上國際教育排名靠前的國家，英國展開了國際學生能力評估計劃。 蘇格蘭在此計劃中的表現一般強過英格蘭，其次是北愛爾蘭和威爾士。

### 關鍵階段
關鍵階段為英格蘭、威爾斯、北愛爾蘭以及英國海外領土直布羅陀中，公立學校教育系統針對不同年齡的學生設定的不同預期知識能力，通常會與測驗或評價相關。這項術語也在其他國家，例如香港或是澳洲部分州份所使用，不過年齡上跟英國不盡相同。蘇格蘭的「課程卓越計畫」(Curriculum for Excellence) 並沒有使用此類概念。
關鍵階段如下表所示:
| 關鍵階段 | 年齡                    | 時間                   | 學年                                 | 形式                                                       | 最終測驗                                                           |
| -------- | ----------------------- | ---------------------- | ------------------------------------ | ---------------------------------------------------------- | ------------------------------------------------------------------ |
| 0        | 3–5                     | 2 年 (1 年為義務教育)  | 幼兒園(Nursery)，小學幼班(Reception) | 幼兒(Nursery), 小學入門(Infant Reception Class)            |                                                                    |
| 1        | 5–7 (北愛爾蘭為 4-6 歲) | 2 年 (北愛爾蘭為 3 年) | 1–2 (北愛爾蘭為 1-3 年級)            | 幼兒第一~第二階段(1st–2nd form infants)                    | KS1 SATS, 拼字與閱讀測驗(於一年級實施，如果未通過則二年級再測一次) |
| 2        | 7–11 歲                 | 4 年                   | 3–6 (北愛爾蘭為 4-7 年級)            | 兒童第一~第四階段(1st–4th form juniors)                    | SATS測驗，「11+測驗」(eleven plus exam) (如果想進入文法學校)       |
| 3        | 11–14 歲                | 3 年                   | 7–9 (北愛爾蘭為 8-10 年級)           | 中學第一~第三階段(1st–3rd form secondary)                  |                                                                    |
| 4        | 14–16 歲                | 2 年                   | 10–11 (北愛爾蘭為 11-12 年級)        | 中學第四~第五階段(4th–5th form secondary)                  | GCSE                                                               |
| 5        | 16–19 歲                | 2 年以上               | 12–13 (北愛爾蘭為 13-14 年級)        | 中學第六階段(Sixth form)，也被稱為「擴展教育」(FE college) | A-Levels, AS-Levels, NVQs, National Diploma                        |

在英國，五歲的公民就需要開始接受小學教育，這個階段會被稱為第一階段或初級小學。七歲開始接受高級小學教育或稱為第二階段教育，一共四年，在六年級（10歲）有國家考試（SATs）評估學生水平。一般小學都會有一位導師，並由導師教導學生大部份科目（除了體育和其他的特殊科目），並且也會有一些教務助理協助學生理解教學內容。一班大約有30人，一個小學有500人。主要科目有英語和數學，另外也有體育、美術與產品設計、自然與生活科技、歷史與地理、宗教與心理教育和資訊科技。
十一歲以上就會接受中學教育，每班有一位導師負責幫助學生的心理或是學校的事務。學生需要在學校穿梭去不同的教室上課。一間中學大約有1000人，十六歲（十一年級）有GCSE考試，有大約一半的人會選擇升讀預科學校。

## 各項階段
在英格蘭、威爾斯及北愛爾蘭等地皆有五種教育階段：早期教育（early years），小學（primary），中學（secondary），擴展教育（further education）（FE） 以及高等教育（higher education）（HE）。 法律規定於5歲（北愛爾蘭為4歲）到16歲為全日制的義務教育年齡。 在英格蘭義務教育或是訓練延長到18歲（1997年9月1日後出生適用）。這項全日制的義務教育並非一定得在學校，也有部分家長選擇在家教育。 在接受義務教育年齡到達之前，家長也可以讓幼兒去幼兒園學習。 擴展教育非義務教育，並且包含非高等教育的進修（或是專科）學校以及高等教育技術學院（Higher Education institutions）（HEIs）。第五階段為高等教育（Higher Education），則是通過A levels 或者是 BTECs 以及其他同等測驗後，前往大學或是高等技術學院或是學院就讀。
英國國家課綱（National Curriculum）（NC），於 1988 年開始制定，為英格蘭以及威爾斯的5~18歲間的教育大綱。雖然這個課綱並非強制性，並大多由公立學校遵循，而某些私立學校，私立學院（academies），自由學校（free schools）以及家庭教育（home educators） 可以設計自己的課程。 在蘇格蘭，制定「卓越教育課綱」（Curriculum for Excellence programme），而北愛爾蘭，則使用「通用課綱」（common curriculum）。

## 排名
英國在國際學生能力評估計劃的表現維持停滯；2013年，在閱讀以及數學方面，英國的排名在中間，與近三年來相同。 而蘇格蘭的表現略高於英格蘭，不過都大於北愛爾蘭，最低的是威爾斯。 不過在2014年，培生集團出版的教育相關報告中，將英國排名在歐洲各國中第二名，以及全世界第六名。此排名關注在高等教育的排名上，因此排名比國際學生能力評估計劃的排名較高。

### 引用
1. ↑  . Institute for Fiscal Studies.
2. ↑  . MacroTrends.   [25 May 2022].
3. ↑   (PDF): 4.   [27 August 2019].
4. ↑  About （页面存档备份，存于） wales.gov.uk, accessed 6 June 2009
5. ↑  The Scottish Government （页面存档备份，存于） scotland.gov.uk, accessed 6 June 2009
6. 1 2 3 4   (PDF). British Government.   [3 December 2013]. （原始内容存档 (PDF)于2013-12-06）.
7. 1 2 3 4   (PDF). British Council.   [3 December 2013]. （原始内容 (PDF)存档于15 December 2011）.
8. ↑  . www.openschool.hk.   [2018-07-11]. （原始内容存档于2021-11-21） （中文（香港））.
9. ↑  . HMC Projects.   [3 December 2013]. （原始内容存档于2013-12-06）.
10. 1 2  Coughlan, Sean. . BBC.   [3 December 2013]. （原始内容存档于2013-12-03）.
11. 1 2  . BBC.   [3 December 2013]. （原始内容存档于2013-12-03）.
12. ↑  .   [2015-12-29]. （原始内容存档于2015-12-19）. Education Scotland: Curriculum Levels (in the Curriculum for Excellence)
13. ↑  .   [2015-12-29]. （原始内容存档于2015-08-20）.
14. ↑  .   [2015-12-29]. （原始内容存档于2021-05-06）.
15. ↑  .   [2015-12-29]. （原始内容存档于2017-07-18）.
16. ↑  Coughlan, Sean. . BBC.   [8 May 2014]. （原始内容存档于2014-05-08）.

## 外部連結
- 英國教育處官方網站 （页面存档备份，存于）（繁體中文）